# Pablo Batalla
Pablo Martín Batalla (* 16. Januar 1984 in Córdoba, Argentinien) ist ein argentinischer Fußballspieler.

## Karriere
Batalla startete seine Karriere 2003 beim argentinischen Klub CA Vélez Sársfield. In den Jahren 2005 bis 2008 stand er bei CF Pachuca, Quilmes AC, Gimnesia LP und Deportivo Cali unter Vertrag. Zur Saison 2009/10 unterschrieb er bei Bursaspor und wurde mit dem Verein türkischer Meister. 2010/11 startete er mit Bursa daraufhin in der Champions League. Er schoss auch das allererste Tor für Bursaspor in der Champions League.
Nachdem zur Saison 2013/14 Christoph Daum bei Bursaspor als Cheftrainer vorgestellt worden war, erlebte Batalla mit Daum mehrere Konflikte. Ende November 2013 verließ Batalla ohne Ankündigung die Türkei und ließ über seinen Manager dem Verein mitteilen, dass er aus persönlichen Gründen nicht mehr mit Daum zusammenarbeiten möchte. Bursaspor verwies lange Zeit auf den gültigen Vertrag mit Batalla und ließ verkünden, Batallas Vertrag nicht auflösen zu wollen. Im Frühjahr 2014 wechselte Batalla gegen eine Ablösesumme von 3,5 Millionen Euro zum chinesischen Klub Beijing Guoan.
Im Frühjahr 2016 kehrte er zu Bursaspor zurück.

## Erfolge
Mit Bursaspor
- Türkischer Meister: 2009/10
- Türkischer Pokalfinalist: 2011/12

## Auszeichnungen
- Spieler des Jahres 2012 von Goal.com
- Meiste Vorlagen (13) in der Süper Lig 2012/13

## Trivia
- Mit seinem Tor aus der Ligapartie vom 21. Oktober 2013 gegen Kayserispor erzielte er sein 52. Tor für Bursaspor und wurde damit der ausländische Spieler mit den meisten Toren für diesen Verein.[3]